# 351e régiment d'infanterie (France)
Le 351e régiment d'infanterie (351e RI) est un régiment d'infanterie de l'Armée de terre française constitué en 1914 avec les bataillons de réserve du 151e régiment d'infanterie.
À la mobilisation, chaque régiment d'active créé un régiment de réserve dont le numéro est le sien plus 200.

## Création et différentes dénominations
- Août 1914 : 351e Régiment d'Infanterie

## Historique des garnisons, combats et batailles du351eRI

### Première Guerre mondiale

#### Affectations
- 72e Division d'Infanterie d'août 1914 à mars 1916

#### 1914
Cantonnement : Saint-Quentin.
- 6 au 11 août, travaux de défense à Bezonvaux et Ormes.
- Du 12 au 17 août, cantonnement à Verdun.
- 17 août, à Trésauvaux, à Louvemont, la côte de Poivre et la côte 378.
- 24 août, Fromezy, Combat d'Etain.
- septembre, combat de Gercourt et combat de Brabant.

#### 1915
- avril, combat de Gussainville.

#### 1916
- En février 1916, le régiment se situe à Verdun. Durant les premiers jours de la bataille de Verdun, le 23 février, à Samogneux, il reste qu'un seul bataillon valide.

- Le 24 février, le reste du régiment se replie sur Haumont-près-Samogneux.

## Drapeau
Il porte, cousues en lettres d'or dans ses plis, les inscriptions suivantes :
- Verdun 1916